# Parc national des Channel Islands

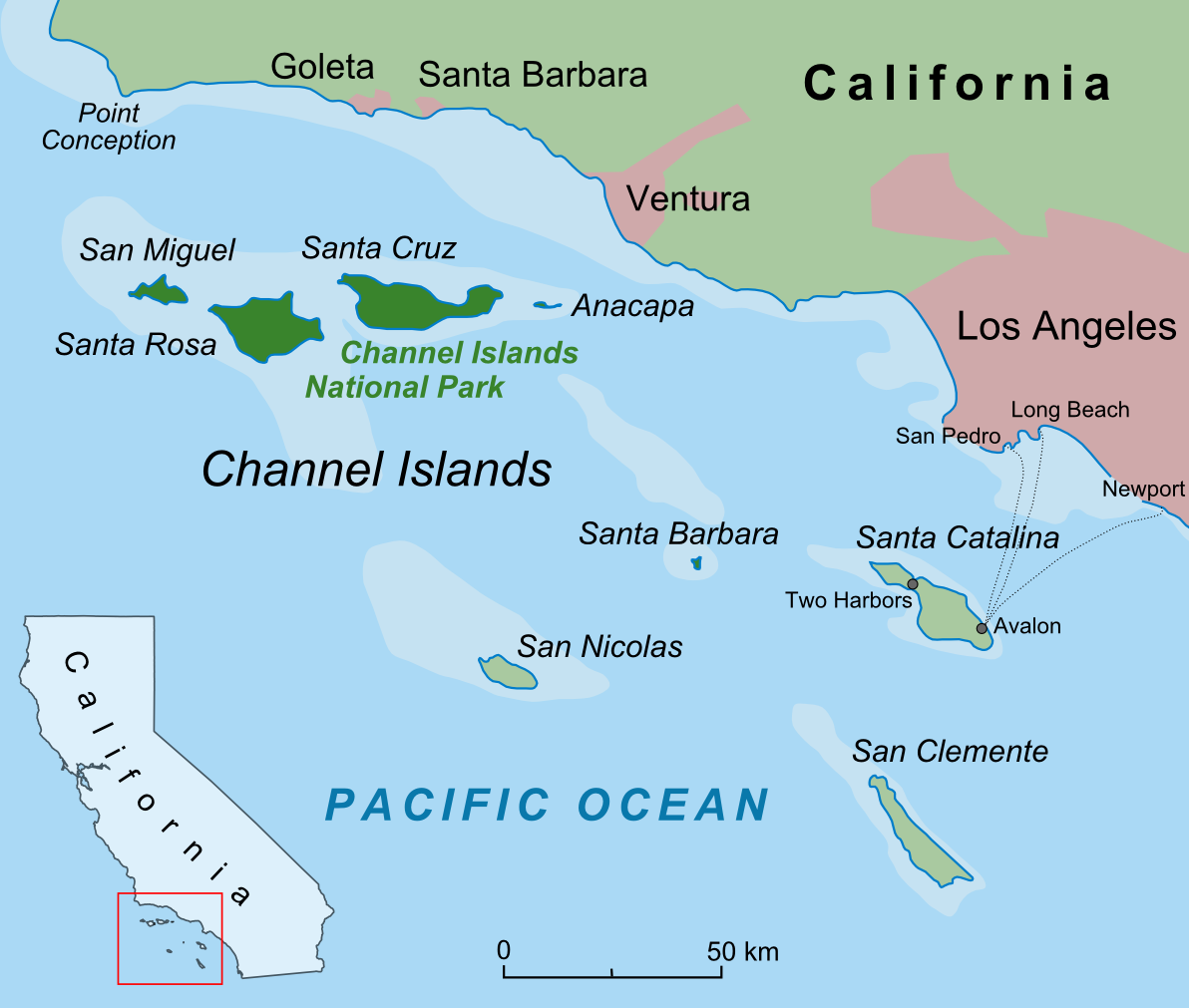
Carte du parc des Channel Islands.

Le parc national des Channel Islands (Channel Islands National Park) est un parc national américain qui englobe cinq des huit îles de l'archipel des Channel Islands dans l'océan Pacifique au large de la Californie. La moitié du parc est sous-marine. Les îles se situant à l'intérieur du parc s'étendent le long de la côte de Californie du sud du cap Point Conception près de Santa Barbara à l'île San Clemente, au sud-ouest de Los Angeles. Le siège social du parc et le centre des visiteurs de Robert J. Lagomarsino sont situés dans la ville de Ventura.
Le parc national des Channel Islands est la résidence d'une importante et large variété de ressources naturelles et culturelles. Le 26 avril 1938 la zone est classé comme monument national américain puis comme réserve de biosphère par l'Unesco en 1976. Enfin le  site est classé en tant que parc national le 5 mars 1980.

## Faune et flore
Dans le parc se trouvent plus de 2 000 espèces de plantes et d'animaux. Cependant, seuls trois mammifères sont endémiques aux îles. Il s'agit de la Mouffette tachetée, du Renard des Channel Islands et de la Souris sylvestre (Peromyscus maniculatus). Cette dernière est connue pour porter la fièvre hémorragique à hantavirus. Le Geai de Santa Cruz, le Phoque commun, le Lion de mer, le Renard gris insulaire, l'Alouette hausse-col, la Sturnelle de l'Ouest, le Lézard des palissades, la Chouette effraie, la Crécerelle d'Amérique et le Pélican brun de Californie sont quelques exemples d'espèces présentes dans le parc. Cent quarante-cinq de ces espèces sont endémiques aux îles. La vie marine se compose aussi bien de plancton microscopique que de la Baleine bleue en voie d'extinction, le plus grand animal sur Terre. Les richesses archéologiques et culturelles recouvrent une période de plus de 10 000 ans.

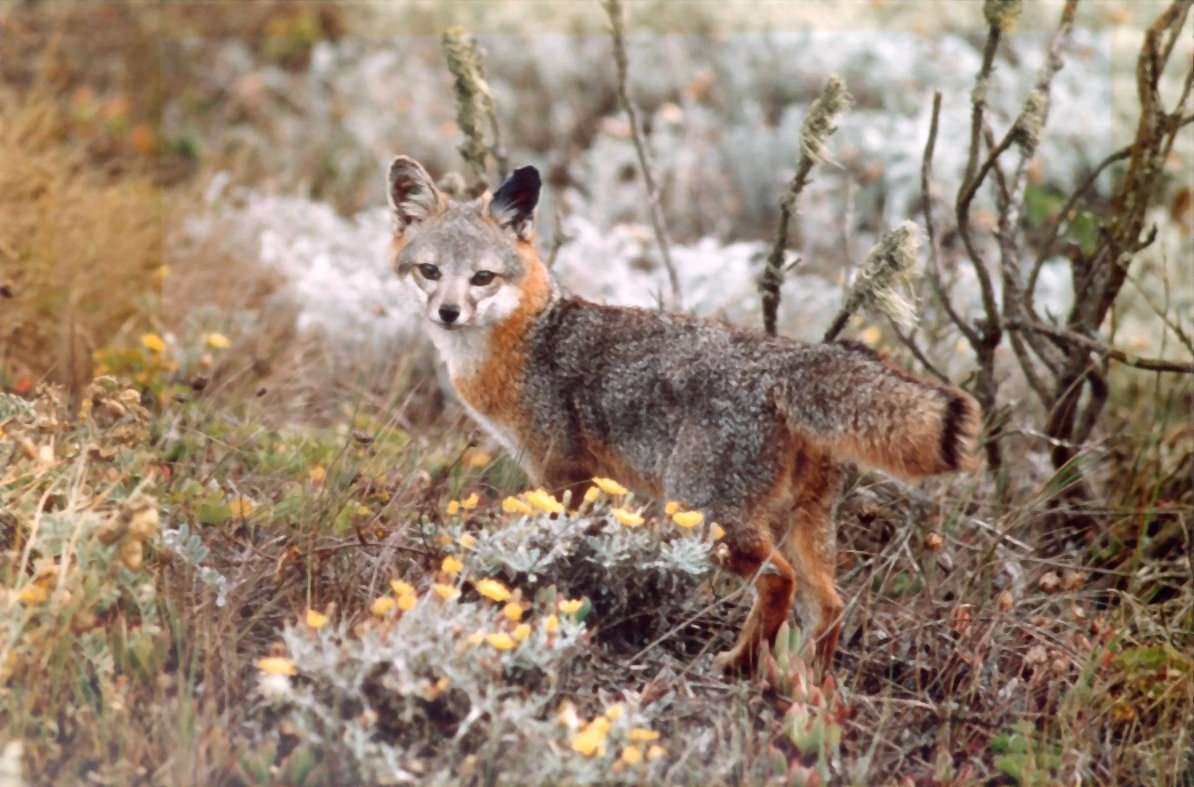
Renard gris insulaire.
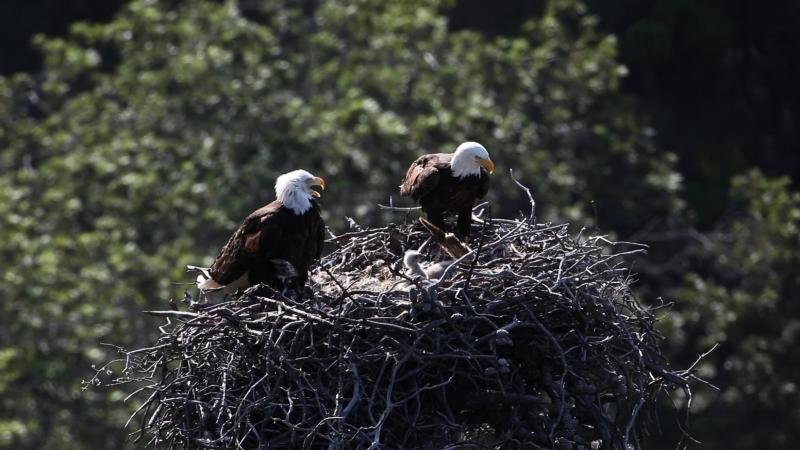
Aigles à tête blanche.
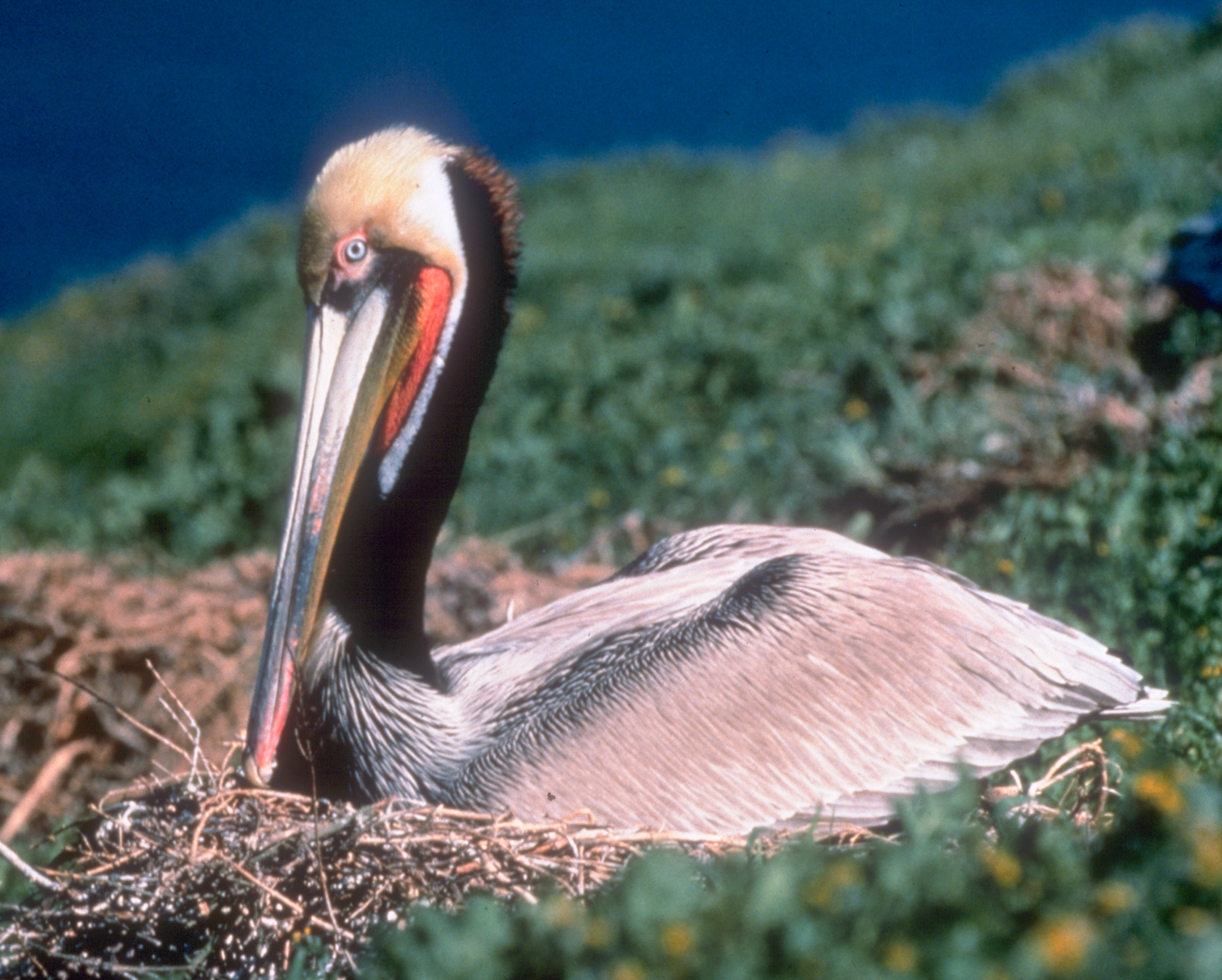
Pélican brun.

## Les cinq îles du parc
Le parc englobe 1 010 km2, dont la moitié est sous l'océan et inclut les îles de :
- Santa Cruz 245 km2 ;
- Santa Rosa 214 km2 ;
- San Miguel 38 km2 ;
- Anacapa 2,8 km2 ;
- Santa Barbara 2,6 km2.

## Fréquentation
La fréquentation annuelle au centre des visiteurs principal du parc est proche de 250 000 visiteurs. La visite des îles et des eaux est faible, avec environ 30 000 visiteurs voyageant vers les îles et les 60 000 autres visiteurs qui vont seulement dans des eaux du parc. Bien que la plupart des visites se produisent en été, la migration des baleines grises et les expositions spectaculaires sur la faune et la flore attirent des visiteurs en hiver et au printemps. L'automne est une excellente période pour voyager au parc, aussi bien que pour la plongée. Le camping est une activité populaire sur l'île de Santa Cruz, avec des visiteurs parvenant à la crique du Pirate sur le rivage nord et restant au-delà de la vallée.

## Galerie

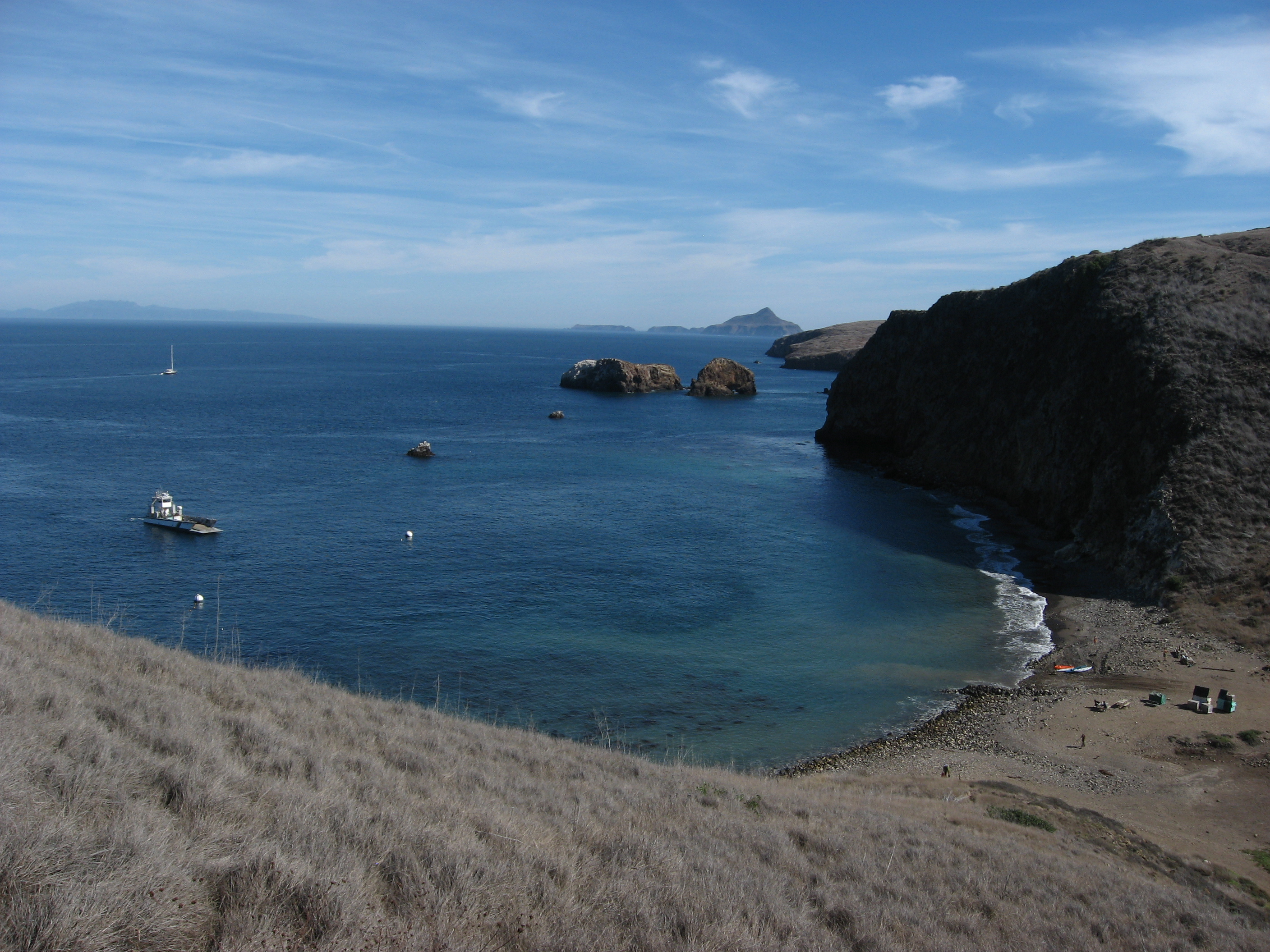
Scorpion Harbor.
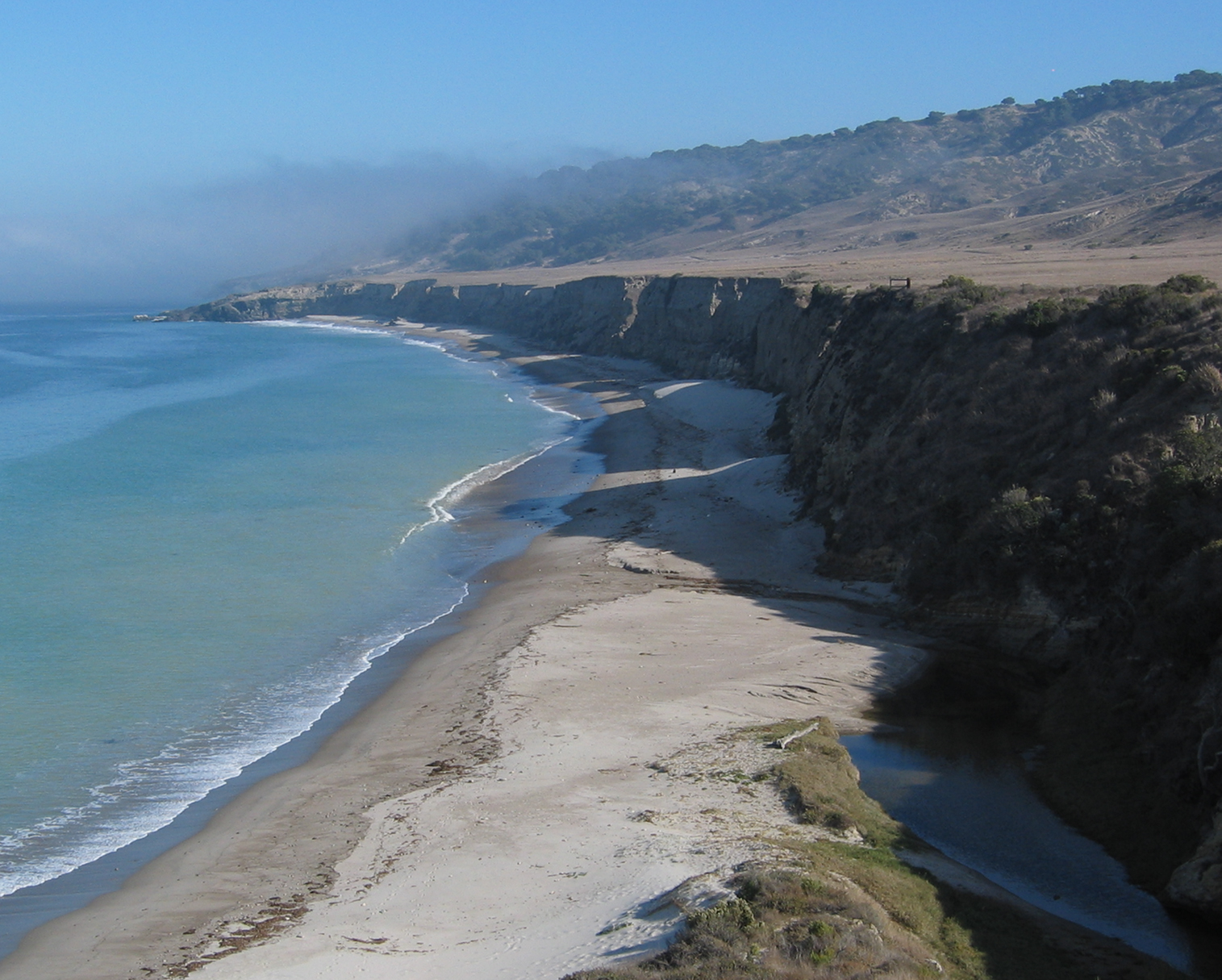
Île de Santa Rosa.
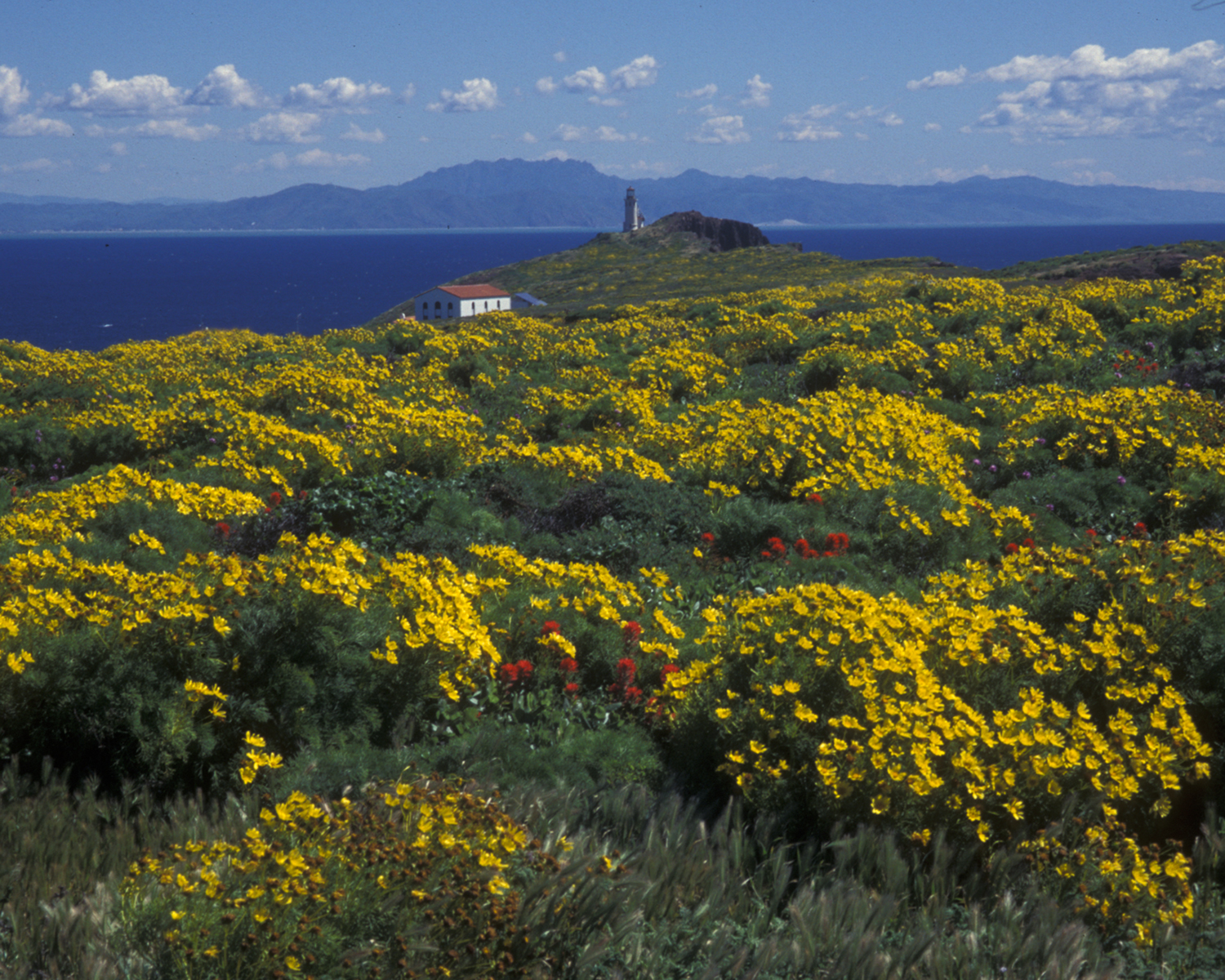
Île Anacapa.
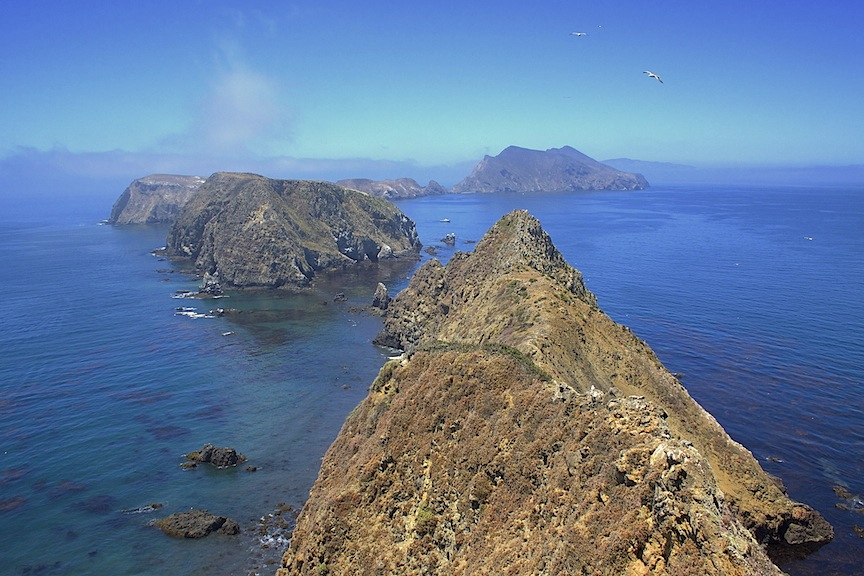
Anacapa vue depuis Inspiration Point.
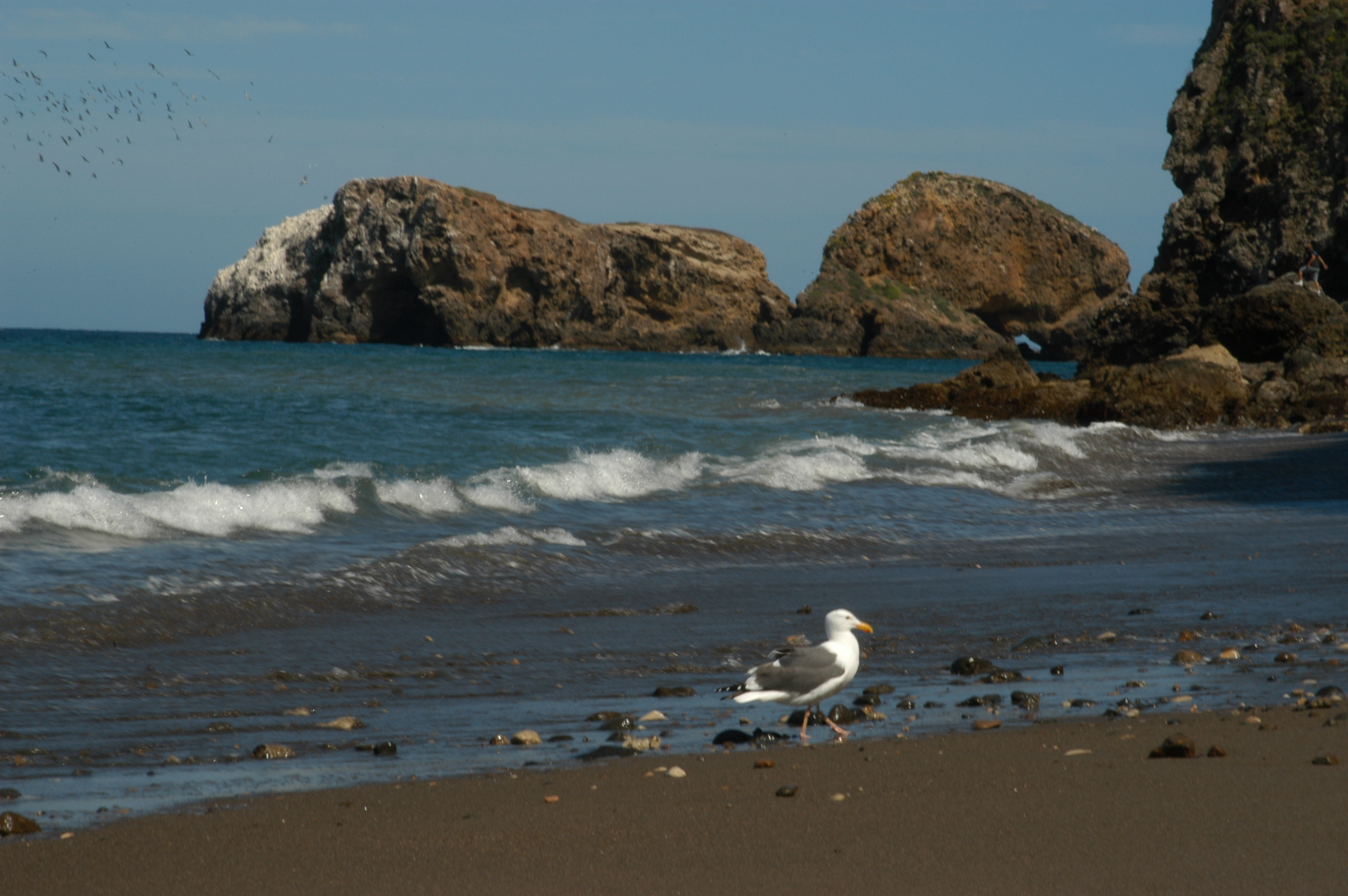
Plage à Santa Cruz.
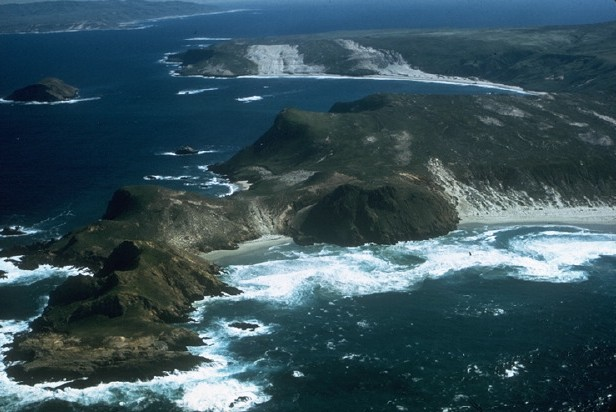
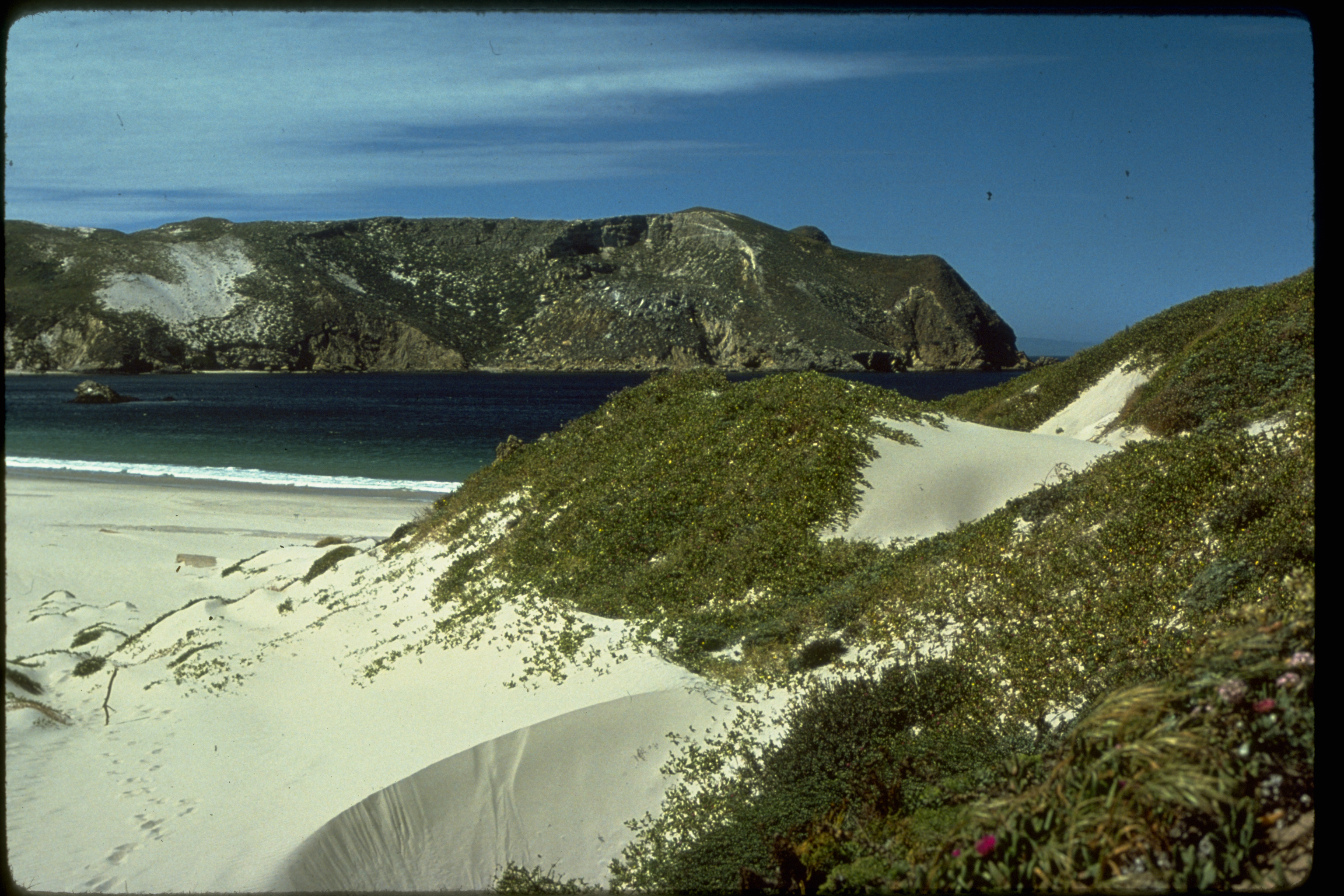